# Bernadette Després
Pour les articles homonymes, voir Després.
Bernadette Després, née le 28 mars 1941 à Paris et morte le 19 novembre 2024 à Orléans, est une autrice-dessinatrice de bandes dessinées, et illustratrice de livres pour les enfants.
Elle est principalement connue pour être l'autrice-dessinatrice de la série Tom-Tom et Nana,  parue dans le magazine J'aime lire à partir de 1977.  Les histoires sont ultérieurement reprises dans des petits albums qui, du vivant de Bernadette, ont déjà été vendus à 15 millions d'exemplaires. La série a rapidement été un tel succès que son éditeur a fait le choix de la salarier, une situation rare dans le monde de la bande dessinée française.

## Biographie
Bernadette Després, naît le  28 mars 1941, est la cinquième d'une fratrie de huit enfants. Elle suit les cours de l'École des Arts Décoratifs de la rue Beethoven à Paris. Elle débute dans le métier d'illustratrice pour les journaux de Bayard Presse et travaille ensuite pour différents éditeurs de jeunesse. Les éditions La Farandole publient en 1965 son premier livre, et elle est devenue l'illustratrice « d'autrices maison », telles Madeleine Gilard et Andrée Clair.
Attirée par les modes d'expression des jeunes enfants, elle participe à des animations organisées dans les écoles autour de ses albums. Son premier ouvrage, en 1965, est Annie fait les courses. À partir de 1973, elle réalise des livres-jeux avec Évelyne Reberg, dont Ma ville à l'envers (1975).
À partir de 1974, elle s'installe dans son atelier à Givraines (Loiret).
Bernadette Després est l'illustratrice de la célèbre série Tom-Tom et Nana, créée en 1977, écrite par Jacqueline Cohen, puis à partir de 1986, par Évelyne Reberg. Cette série paraît dans le magazine J'aime lire puis dans des albums spécifiques. Quinze millions d'exemplaires se vendent. La série est publiée jusqu'en 2009. Cas rare dans le milieu de la bande dessinée, Bernadette Després devient une salariée de son éditeur. Cette série s'inspire du franc-parler de Bécassine, et raconte les aventures d'un jeune garçon de 9 ans, Tom-Tom, et de sa sœur Nana, 6 ans. Le style, d'une naïveté fragile, facilement identifiable dès la couverture, évoque la façon dont dessinent les enfants,. Bernadette Després dessine aussi la série Lulu parue dans Astrapi. Elle prépare beaucoup d'illustrations sous forme de bandes dessinées et met en image avec humour des textes se rapportant à la vie quotidienne des enfants et de la famille.
En 2019, elle est mise à l'honneur au Festival international de la bande dessinée d'Angoulême.
En mars 2024, elle participe au Pop Women Festival dont le but est de mettre en valeur la créativité des femmes.

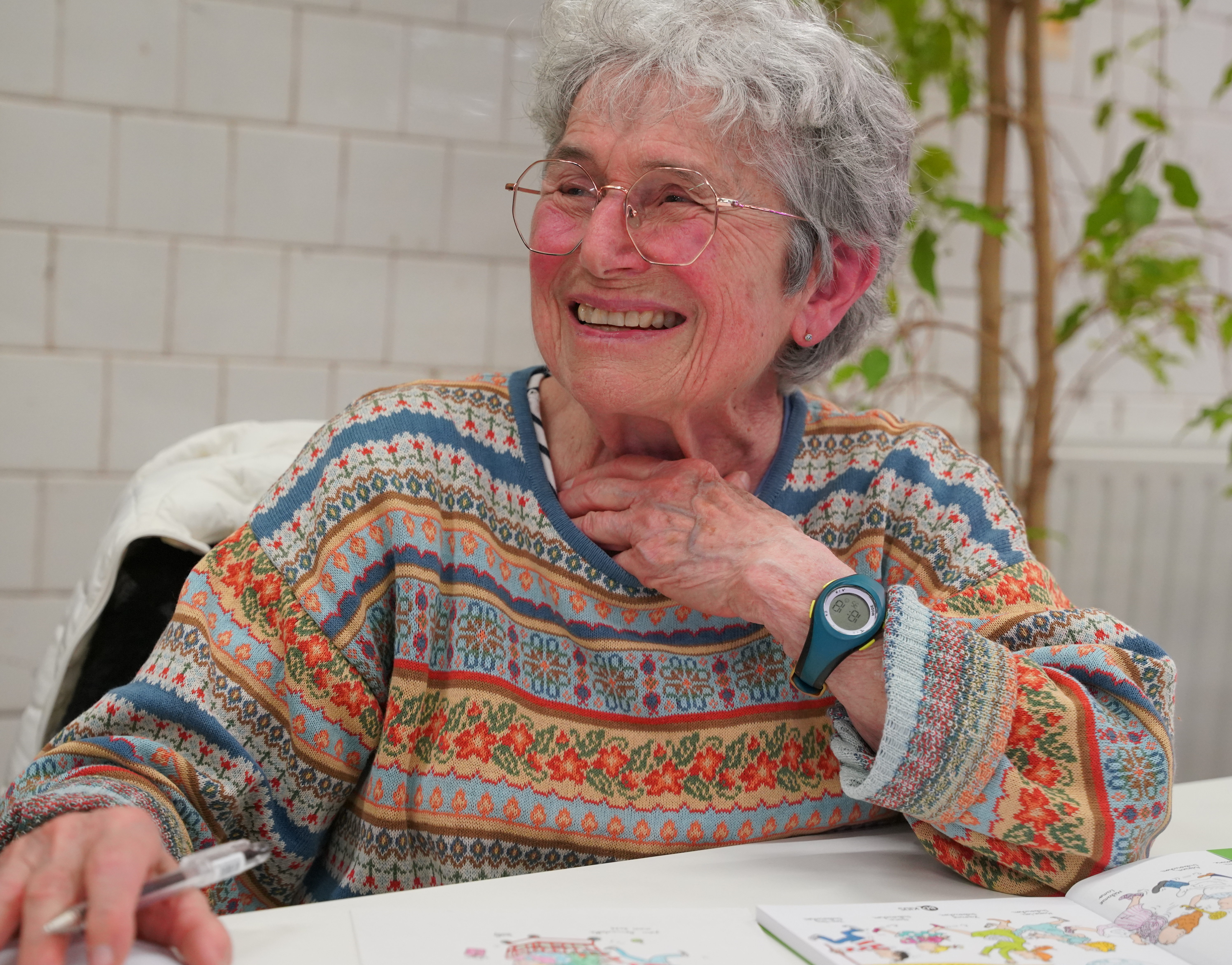
Elle participe, l'année de son décès, au Pop Women Festival

Bernadette Després meurt le 19 novembre 2024 à Orléans, à l'âge de 83 ans, et est inhumée à Yèvre-le-Châtel, commune associée de Yèvre-la-Ville (Loiret),,,.

## Ouvrages
- Annie fait les courses, coll. « mille images », éditions La Farandole, 1965
- Valérie fait de la peinture, coll. « mille images », éditions La Farandole, 1969
- Valérie et la voiture orange, coll. « mille images », éditions La Farandole, 1973
- Ma rue, avec Jacqueline Cohen, ODEGE, 1973
- Ma petite école, Bayard, 1976, réédition 1997
- Nicole et Djamila, La Farandole, 1978
- Loulou trouve-tout, Bayard Presse, 1983
- La Fête de mon école, Centurion, 1985
- Les Chansons que je chante à mes enfants, Bayard, 1985
- Chez moi, c'est comme ça !, Centurion, 1985
- Pinou le lapin de mon école, Centurion, 1986
- Une journée d'été chez grand-père et grand-mère, Centurion, 1987
- Les Mots de Zaza, Bayard, 1987, rééditions 1991, 2000, 2003
- La Baguette magique de Yocki-Splock, le Sorbier, 1992
- Attention ne bougeons plus, Le Sorbier, 1992
- Les Dubronchon et leur Dubronchette, Bayard, 1993
- Passeport pour l'école, Bayard Presse, 1995
- L'Ogre et la Févette, L'Harmattan, 1995
- Disparition à répétition, Bayard Presse, 1996
- Lili Moutarde, Petit à Petit, 2003
- Poucette, Canard et le Petit Pois, Éponymes, 2010
- Albert trouve sa "voix", avec Arnaud Roi (auteur), éditions Adabam, 2011
- 36 tomes de Tom-Tom et Nana dessinés à partir de 1977 dans J'aime lire, puis compilés en albums entre 1981 et 2009.
- La Reine des dragons, Éponymes, 2015

## Distinctions

### Récompenses

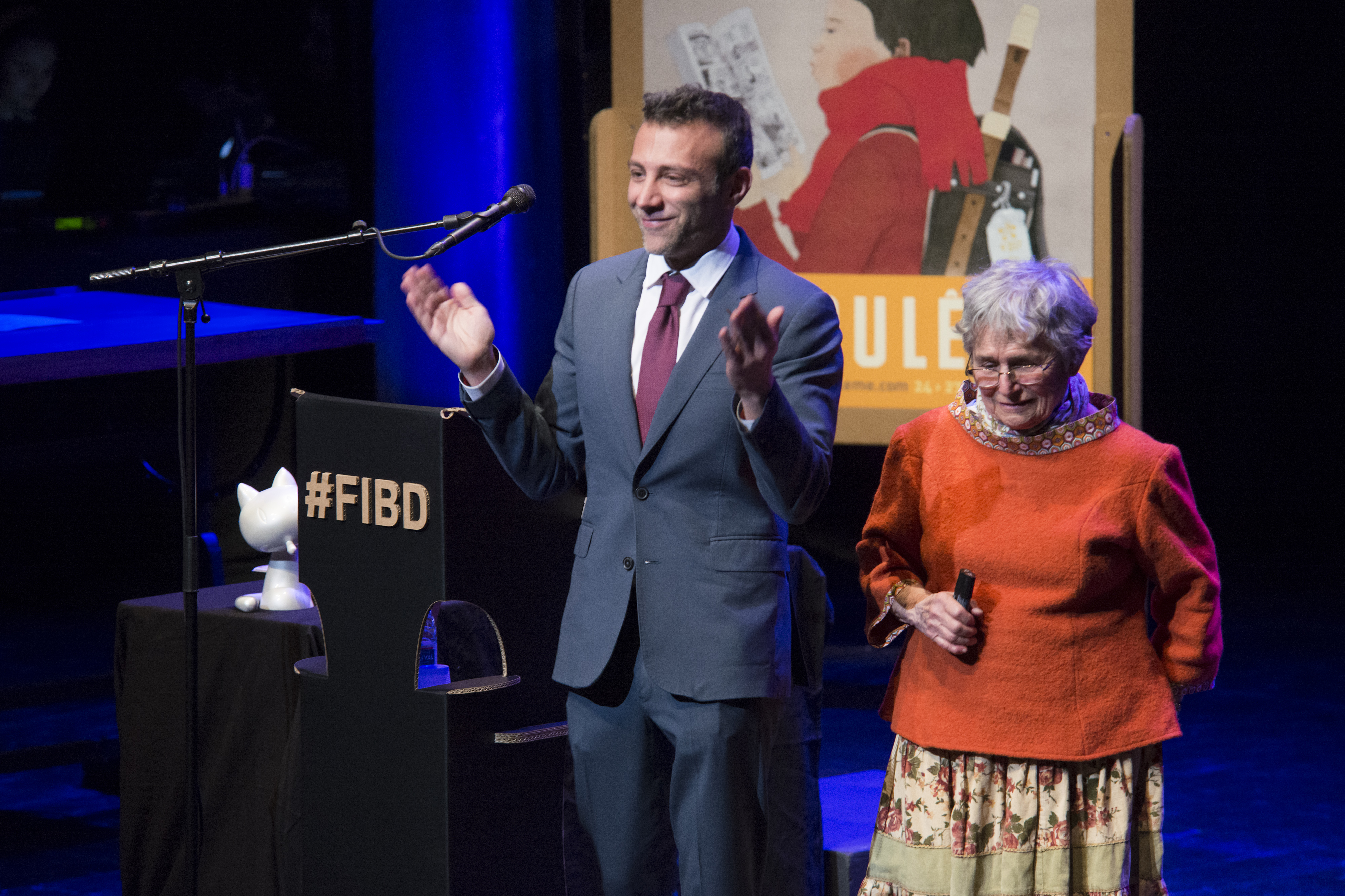
Au Festival d'Angoulême 2019 où elle reçoit un Fauve d'honneur.

- 1990 : prix RTL pour Radio casserole et les premiers de la casse[11]
- 1993 : prix Versaele de La ligue des Familles de Belgique
- 1999 : prix Alph-Art jeunesse, 7/8 ans Angoulême pour Dégâts à gogo
- septembre 2001 : prix spécial du public jeunesse au Festival de Darnétal pour la série Tom-Tom et Nana[11]
- 2002 : lauréate du grand prix de l'humour tendre au Salon international du dessin de presse et d'humour de Saint-Just-le-Martel (Haute-Vienne)[11]
- 2019 : un Fauve d'honneur lui est remis par Stéphane Beaujean, directeur artistique du Festival d'Angoulême, lors de la cérémonie des prix Découvertes[12]

### Décoration
- Chevalière de la Légion d'honneur (31 décembre 2020), au titre de « auteure et illustratrice d'ouvrages pour la jeunesse ; 56 ans de services »[13]. La décoration lui est remise le 28 août 2021[14].

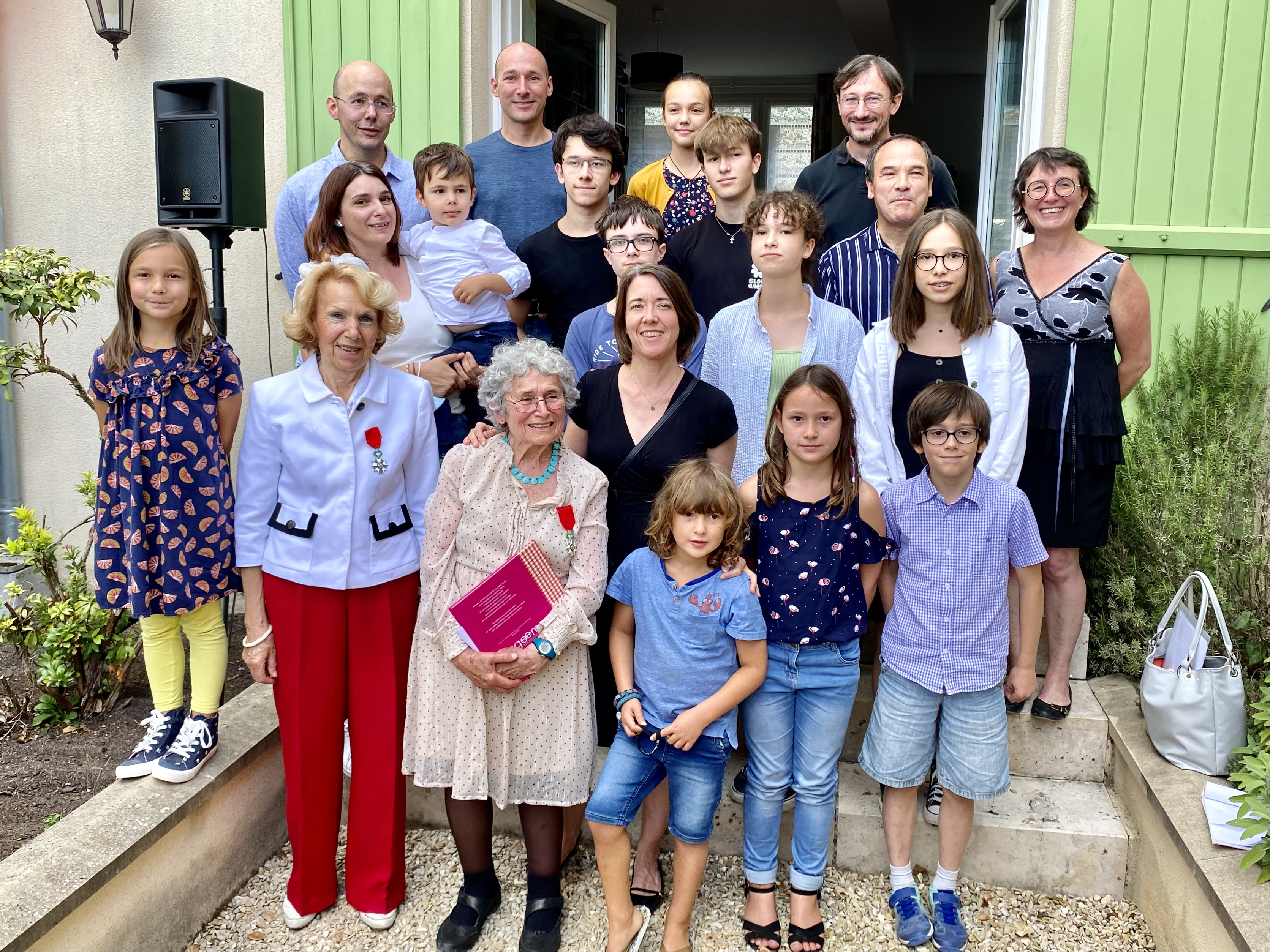
Bernadette Després entourée de sa famille à sa réception de la légion d'honneur le 28 août 2021 à Givraines

## Expositions
- 2017 : exposition au Centre André-François (le Centre Régional de Ressources sur l'Album et l'Illustration situé à Margny-lès-Compiègne, dans l'Oise) du 25 avril au 26 août 2017 : Bernadette Després, Annie, Valérie, Nicole... Tom-Tom et Nana.
- 2019 : le Festival d'Angoulême lui consacre une exposition intitulée Tout Bernadette Després dans le quartier Jeunesse du musée de la Bande dessinée[15]. Elle dessine également une des trois affiches du festival où elle se dessine enfant avec les lectures de sa jeunesse, des albums de Bécassine, Tintin, Zig et Puce, Gédéon, La Famille Fenouillard et Le Bon Toto et le Méchant Tom[16].